# Commission d'enquête sur l'usage des drogues à des fins non médicales
La Commission d'enquête sur l'usage des drogues à des fins non médicales, souvent appelée Commission Le Dain après son président Dean Gerald Le Dain, était une commission du gouvernement canadien qui a commencé en 1969 et a terminé ses travaux en 1972. 
Les recommandations de Gerald Le Dain, Heinz Lehmann et J. Peter Stein incluaient l'abrogation de l'interdiction de la simple possession de cannabis et de la culture à des fins personnelles. Marie-Andrée Bertrand, écrivant pour une opinion minoritaire, a recommandé une politique de distribution légale du cannabis, que le cannabis soit retiré de la Loi sur les stupéfiants (depuis remplacée par la Loi réglementant certaines drogues et autres substances ) et que les provinces mettent en place des contrôles sur la possession et la culture, similaires à ceux qui régissent la consommation d' alcool . 